# Ньоро
Ньо́ро (баньоро, руньоро) — народ групи банту, основне населення історичної області (королівства) Буньоро на території сучасної Уганди в Східній Африці.

## Територія проживання і чисельність
Ньоро (одн. муньоро, мн. буньоро) проживають в Уганді (в районі оз. Альберт, стара назва Мобуту-Сесе-Секо), річок Вікторія-Ніл та Кафу), територіально це провінції (королівства) Буньоро та Торо і становить понад 6 % населення країни (1991) та Демократичній Республіці Конго.

Ньоро на етнічній мапі Уганди

Чисельність ньоро (оцінка, кін. 1990-х рр.) — бл. 700 тис. осіб, з низ у ДРК бл. 70 тис. осіб.

## Мова і релігія
Розмовляють мовою руньоро, однією з мов банту.
Писемність руньоро — з кінця XIX ст. на основі латиниці.
Мовою руньоро ведуться радіопрограми, видаються преса й книги, навчаються діти в початковій школі.
За віросповіданням ньоро — переважно християни, зокрема протестанти і невелика частка — католики (Біблію перекладено у 1912 р.); є мусульмани та прибічники традиційних культів.

## Історія і суспільство
Історично ньоро сформувались завдяки міграціям банту і нілотів у середині І-го тис. н. е.
У XIII-XIV ст.ст. на межі скотарських і землеробських культур виникає державне утворення Кітара, яке стало засновком для утворення ближче до XVI—XVII ст.ст. держави Уньоро.
На чолі держави стояли верховний правитель (омукама) і рада старійшин (рукурето). Існувала досить чітка система військового і адміністративного поділу.
Починаючи з 1900 року частина держави Уньоро в складі Уганди зі збереженням статусу королівства і залишками місцевої влади.
Рештки старовинного укладу зберігались в колоніальний період до проголошення Угандою незалежності в 1962 році, окремі елементи існують і в теперішній час.
Традиційна соціальна організація — родові групи, керовані вождем.

## Господарство і культура
Традиційні заняття людей ньоро — відгінне скотарство (горбатий зебу-санга) і ручне землеробство (елевсина, сорго, ямс, батат, банани; тепер також товарні чай і бавовник). Поширені рибальство і мисливство.
У ньоро було дуже розвинуте ковальство. Серед інших ремесел — гончарство і плетіння циновок і т.ін.
Традиційне поселення — крааль.
Традиційні вірування — культ предків і політеїзм з розвинутим пантеоном божеств.